# Panama op de Olympische Zomerspelen 1964
Panama nam deel aan de Olympische Zomerspelen 1964 in Tokio, Japan. Voor de derde achtereenvolgende keer won het geen enkele medaille.

## Deelnemers en resultaten
(m) = mannen, (v) = vrouwen 

### Atletiek
| Olympiër                                                                    | Discipline     | Resultaat | Prestatie             |
| --------------------------------------------------------------------------- | -------------- | --------- | --------------------- |
| Marcella Daniel                                                             | 100m (v)       | 39e       | serie 2: 6de in 12,6  |
| Jean Mitchell                                                               | 100m (v)       | 25e       | serie 1: niet gestart |
| Delceita Oakley                                                             | 100m (v)       | 35e       | serie 4: 7de in 12,3  |
| Marcella Daniel                                                             | 200m (v)       | 33e       | serie 4: 7de in 26,6  |
| Jean Mitchell                                                               | 200m (v)       | 25e       | serie 3: niet gestart |
| Delceita Oakley                                                             | 200m (v)       | 31e       | serie 6: 6de in 26,2  |
| Lorraine Dunn                                                               | 80m horden (v) | 23e       | serie 1: 5de in 11,5  |
| Delceita Oakley Lorraine Dunn Jean Mitchell Marcella Daniel Josefina Sobers | 4x100m (v)     | 12e       | serie 1: 6de in 47,6  |

### Boksen
| Olympiër       | Discipline | Resultaat | Prestatie                                                      |
| -------------- | ---------- | --------- | -------------------------------------------------------------- |
| Alfonso Frazer | -57kg (v)  | 17e       | 1ste ronde: V van KEN Waruinge: scheidsrechterlijke beslissing |

### Gewichtheffen
| Olympiër      | Discipline | Resultaat | Prestatie                                                                              |
| ------------- | ---------- | --------- | -------------------------------------------------------------------------------------- |
| Idelfonso Lee | -60kg (m)  | 9e        | drukken: 12de met 105kg trekken: 9de met 102,5kg stoten: 9de met 132,5kg totaal: 340kg |

### Judo
| Olympiër       | Discipline | Resultaat | Prestatie                    |
| -------------- | ---------- | --------- | ---------------------------- |
| Aurelio Chu Yi | -68kg (m)  | 9e        | groep F: 2de V van SUI Hänni |

### Schermen
| Olympiër    | Discipline | Resultaat | Prestatie    |
| ----------- | ---------- | --------- | ------------ |
| Saul Torres | degen (m)  | DNS       | niet gestart |

### Worstelen
| Olympiër         | Discipline  | Resultaat   | Prestatie                                                                                                 |
| Vrije stijl      | Vrije stijl | Vrije stijl | Vrije stijl                                                                                               |
| ---------------- | ----------- | ----------- | --- |
| Eduardo Campbell | -52kg (m)   | 14e         | 1ste ronde: W van MEX del Rio: val 2de ronde: V van KOR Chang: beslissing 3de ronde: V van FRA Zoete: val |
| Alfonso González | -87kg (m)   | 14e         | 1ste ronde: V van PAK Faiz: val 2de ronde: V van TUR Güngör: val                                          |
| Sión Cóhen       | -97kg (m)   | 14e         | 1ste ronde: V van AUS Williams: beslissing 2de ronde: V van BUL Mustafov: beslissing                      |

Afghanistan · Algerije · Argentinië · Australië · Bahama's · België · Bermuda · Birma · Bolivia · Brazilië · Brits-Guiana · Bulgarije · Cambodja · Canada · Ceylon · Chili · Colombia · Congo-Brazzaville · Costa Rica · Cuba · Denemarken · Dominicaanse Republiek · Duits eenheidsteam · Ethiopië · Filipijnen · Finland · Frankrijk · Ghana · Griekenland · Groot-Brittannië · Hongarije · Hongkong · Ierland · IJsland · India · Irak · Iran · Israël · Italië · Ivoorkust · Jamaica · Japan · Joegoslavië · Kameroen · Kenia · Libanon · Liberia · Libië · Liechtenstein · Luxemburg · Madagaskar · Maleisië · Mali · Marokko · Mexico · Monaco · Mongolië · Nederland · Nederlandse Antillen · Nepal · Nieuw-Zeeland · Niger · Nigeria · Noord-Rhodesië · Noorwegen · Oeganda · Oostenrijk · Pakistan · Panama · Peru · Polen · Portugal · Puerto Rico · Roemenië · Senegal · Sovjet-Unie · Spanje · Taiwan · Tanganyika · Thailand · Trinidad en Tobago · Tsjaad · Tsjecho-Slowakije · Tunesië · Turkije · Uruguay · Venezuela · Verenigde Arabische Republiek · Verenigde Staten · Vietnam · Zuid-Korea · Zuid-Rhodesië · Zweden · Zwitserland